# Waldleiningen
Waldleiningen település Németországban, Rajna-vidék-Pfalz tartományban. Lakosainak száma 399 fő (2023. december 31.).

## Népesség
A település népességének változása:
| Lakosok száma | 396  | 370  | 379  | 403  | 422  | 399  |
|               | 1975 | 2017 | 2019 | 2021 | 2022 | 2023 |